# Lupin III - Bye Bye Liberty: Scoppia la crisi!
Lupin III - Bye Bye Liberty: Scoppia la crisi! (ルパン三世 バイバイ・リバティー・危機一発！?, Rupan Sansei - Bai Bai Ribatii - Kiki ippatsu!) è il primo special televisivo d'animazione giapponese con il protagonista Arsenio Lupin III, il famoso ladro gentiluomo creato da Monkey Punch, andato in onda per la prima volta in Giappone su Nippon Television il 1º aprile 1989.
In Italia è stato trasmesso il 10 ottobre 1999 col titolo Lupin e il mago dei computers, su Italia 1, in versione integrale.
Per il mercato home video, il film ha anche assunto i titoli Lupin III - Il Virus Beta nell'edizione VHS e successivamente Lupin the 3rd - Bye Bye Liberty in DVD.

## Trama
Lupin III ha scoperto che oramai ogni informazione su di sé è presente in ogni computer di tutte le polizie del mondo, e sembra essersi ritirato, ma dopo una disastrosa relazione con una donna che lo lascia praticamente sul lastrico, vuole rubare il "Super Egg", ovvero il diamante più grande del mondo, il quale è nascosto nella Statua della Libertà a New York City, mentre viene rintracciato dal piccolo Michael, un bambino esperto dell'informatica, che vorrebbe assumerlo per trovare un potente virus di computer e, soprattutto, la persona che lo ha ideato. Dovrà fare i conti, oltre che con il solito ispettore Zenigata, anche con una misteriosa e sinistra organizzazione criminale, conosciuta come la "Lega dei Tre Massoni", esistente sin dal 1600 e che contrabbanda gioielli e preziosi, comandata dall'enigmatico e inquietante Silverman, un uomo mistico di centoventitre anni dotato di immensi poteri magici che desidera un prezioso diamante per recuperare i dati necessari a creare un supervirus di computer, chiamato il Virus Beta, con cui dominare il mondo intero; inoltre anche una misteriosa e bellissima donna (Isabel), che farà innamorare di sé dapprima Goemon, poi Jigen e infine lo stesso Lupin, oltre che l'anziano capo della Lega dei Tre Massoni e un uomo ricco e malvagio (Jimmy Kuntz); ella desidera acquistare dal ladro gentiluomo e la sua banda il "Super Egg", in realtà per proteggere se stessa dalla malvagia organizzazione di cui faceva parte in passato, come numero due e creatrice del Virus Beta.

## Doppiaggio
| Personaggio                    | Doppiatore originale | Doppiatore italiano |
| ------------------------------ | -------------------- | ------------------- |
| Lupin III                      | Yasuo Yamada         | Roberto Del Giudice |
| Daisuke Jigen                  | Kiyoshi Kobayashi    | Sandro Pellegrini   |
| Goemon Ishikawa XIII           | Makio Inoue          | Antonio Palumbo     |
| Fujiko Mine                    | Eiko Masuyama        | Alessandra Korompay |
| Ispettore Koichi Zenigata      | Gorō Naya            | Enzo Consoli        |
| Michael                        | Mayumi Tanaka        | Ilaria Stagni       |
| Isabel (Isabella) / Numero Due | Yui Komazuka         | Alba Cardilli       |
| Jimmy Kuntz / Numero Tre       | Masane Tsukayama     | Mauro Bosco         |
| Silverman / Numero Uno         | Michio Maezawa       | Mario Erpichini     |
| Rooster                        | Tamio Ōki            | Sergio Gibello      |

## Colonna sonora
Lupin The Third Bye Bye Liberty Kiki Ippatsu Original Soundtrack (VAP 21/10/00 VPCG-84709)
La colonna sonora è stata composta da Yūji Ōno.
Il tema musicale è Rupan Sansei no Theme '89 (THEME FROM LUPIN III '89), nonché canzone d'apertura. La canzone finale è Endoresu Towairaito - Saigo no shinju (Endless Twilight—L'ultima perla), cantata da Akemi Yoshida.

## Distribuzione

### Edizione italiana
La versione televisiva italiana, nella sua prima visione, fu mandata in onda integralmente, aveva solo le sigle originali cambiate: al loro posto compare un mix di immagini dal film con la sigla Lupin, l'incorreggibile Lupin.
- Doppiaggio italiano:
  - A cura di: Ludovica Bonanome
  - Casa di doppiaggio: MI.TO. Film
  - Direttore del doppiaggio: Ada Maria Serra Zanetti
  - Registrazioni: Cooperativa Eddy Cortese
  - Fonico di doppiaggio: Paolo Nagy
  - Mixage: Stefano Morandi
  - Sincronizzazione: Salvatore Fabozzi
  - Audio addizionale: Massimo Sinceri
  - Supervisore alla produzione: Giorgio Bassanelli Bisbal

### Edizioni home video
La VHS è uscita nel 1992 col titolo Lupin III - Il Virus Beta edita da Bim Bum Bam Video in versione censurata.
Lo special è stato pubblicato in DVD nel 2004 dalla Shin Vision e successivamente ristampato da Yamato Video. Per le edicole è uscito varie volte con De Agostini e il 30 marzo 2012 con La Gazzetta dello Sport.
In Giappone il film è stato rimasterizzato in alta definizione e venduto in formato Blu-ray Disc all'interno della raccolta LUPIN THE BOX - TV Special BD Collection (LUPIN THE BOX ~ TV スペシャルBDコレクション~?).